# Largu
Largu is een Roemeense gemeente in het district Buzău.
Largu telt 1719 inwoners.